# Jambrina
Jambrina – gmina w Hiszpanii, w prowincji Zamora, w Kastylii i León, o powierzchni 16,64 km². W 2011 roku gmina liczyła 197 mieszkańców.